# Exodus (film, 1960)
Exodus är en amerikansk episk krigsfilm från 1960. Den regisserades av Otto Preminger som även är filmens producent. Filmen baseras på romanen Exodus från 1958 av Leon Uris. Dalton Trumbo är filmens manusförfattare. Alla scener filmades på Cypern och i Israel. De ledande rollerna i Exodus spelas av bland andra: Paul Newman, Eva Marie Saint, Ralph Richardson, Peter Lawford, Lee J. Cobb, Sal Mineo, John Derek och Hugh Griffith.

## Handling
Filmen handlar om händelserna 1947 ombord S/S Exodus och skapandet av staten Israel omkring 1948. Sköterskan Katherine "Kitty" Fremont (Eva Marie Saint) är en amerikansk volontär vid interneringslägret Karalos på Cypern där tusentals judiska överlevare från förintelsen hålls då de inte har något hemland att återvända till. De väntar på dagen då de ska befrias. Ari Ben Canaan (Paul Newman) är en Haganah-rebell som tidigare var kapten i den brittiska arméns judiska brigad under andra världskriget. Han skaffar ett fraktfartyg och lyckas smuggla ut 611 judiska fångar från lägret för att föra dem på en illegal resa till det brittiska Palestina innan militären upptäcker dem. Britterna blockerar hamnen där fartyget befinner sig. Passagerarna på skeppet som åter är fångar hungerstrejkar. Ari Ben Canaan hotar att spränga skeppet och flyktingarna. Till slut låter britterna Exodus passera. Under resan till Palestina möter de nya hinder.

## Rollista
- Paul Newman - Ari Ben Canaan
- Eva Marie Saint - Kitty Fremont
- Ralph Richardson - Gen. Sutherland
- Peter Lawford - Maj. Caldwell
- Lee J. Cobb - Barak Ben Canaan
- Sal Mineo - Dov Landau
- John Derek - Taha
- Hugh Griffith - Mandria
- Gregory Ratoff - Lakavitch
- Felix Aylmer - Dr. Lieberman
- David Opatoshu - Akiva Ben-Canaan
- Jill Haworth - Karen Hansen Clement
- Marius Goring - Von Storch
- Alexandra Stewart - Jordana Ben Canaan
- Michael Wager - David
- Martin Benson - Mordekai
- Paul Stevens  - Reuben
- Victor Maddern - Sergeant
- George Maharis - Yoav

## Utmärkelser
Vid Oscarsgalan 1960 vann filmens kompositör Ernest Gold priset för bästa filmmusik. Samma år nominerades filmen för bästa manliga biroll och för bästa foto. Sal Mineo vann en Golden Globe Award för bästa manliga biroll. Gold erhöll Grammyn för bästa filmmusikalbum och 'årets låt'.